# Danville (Arkansas)
Danville – miasto w Stanach Zjednoczonych, w stanie Arkansas, w hrabstwie Yell.